# Parte (Lugo)
Parte (llamada oficialmente Santa María da Parte) es una parroquia y una aldea española del municipio de Monforte de Lemos, en la provincia de Lugo, Galicia.

## Otras denominaciones
La parroquia también es conocida por el nombre de Santa María de Parte.

## Geografía
Parte está situada a 342 metros de altitud, a los pies de la sierra de O Moncai. Está bañada por los ríos Mao, Cabe y Teixugo. El Mao desemboca en el Cabe en esta parroquia.

## Límites
Limita con las parroquias de Ribas Pequeñas y Piño al norte, Eixón y Fornelas al este, Chavaga y Reigada al sur, y Ribasaltas y Valverde al oeste.

## Organización territorial
La parroquia está formada por cuatro entidades de población:
- A Parte
- Camporrío
- Probeiros
- Remuín

## Demografía

### Parroquia
| Gráfica de evolución demográfica de Parte (parroquia) entre 2000 y 2020 |
|                                                                         |
| Datos según el nomenclátor publicado por el INE.                        |

### Aldea
| Gráfica de evolución demográfica de A Parte (aldea) entre 2000 y 2020 |
|                                                                       |
| Datos según el nomenclátor publicado por el INE.                      |

## Festividades
Las fiestas de la parroquia se celebran en honor a San Mateo el 21 de septiembre, con una multitudinaria romería que se celebra en la aldea de Camporrío.